# Max Finkgräfe
Max Finkgräfe (Mönchengladbach, 27 marzo 2004) è un calciatore tedesco, difensore del RB Lipsia.

## Carriera
Finkgräfe e un prodotto dei settori giovanili di Fortuna Düsseldorf, Borussia Dortmund, Borussia M'gladbach, Unterrath e Colonia, dove si è trasferito nel 2021. Il 23 aprile 2023 ha firmato un contratto professionistico fino al 2025. Ha aiutato la squadra Under-19 a vincere la DFB-Pokal Junioren nella stagione 2022-23. Ha fatto il suo debutto fra i professionisti il 19 agosto 2023 come sostituto in un incontro di Bundesliga perso 1-0 contro il Borussia Dortmund.
Il 3 luglio 2025 passa al Red Bull Lipsia firmando un contratto valido fino al 2030.

## Statistiche

### Presenze e reti nei club
Statistiche aggiornate al 14 febbraio 2025.
| Stagione        | Squadra         | Campionato      | Campionato | Campionato | Coppe nazionali | Coppe nazionali | Coppe nazionali | Coppe continentali | Coppe continentali | Coppe continentali | Altre coppe | Altre coppe | Altre coppe | Totale | Totale | Totale |
| Stagione        | Squadra         | Comp            | Pres       | Reti       | Comp            | Pres            | Reti            | Comp               | Pres               | Reti               | Comp        | Pres        | Reti        | Pres   | Reti   |        |
| --------------- | --------------- | --------------- | ---------- | ---------- | --------------- | --------------- | --------------- | ------------------ | ------------------ | ------------------ | ----------- | ----------- | ----------- | ------ | ------ | ------ |
| 2023-2024       | Colonia II      | RL              | 8          | 2          | -               | -               | -               | -                  | -                  | -                  | -           | -           | -           | 8      | 2      |        |
| 2023-2024       | Colonia         | BL              | 24         | 1          | CG              | 0               | 0               | -                  | -                  | -                  | -           | -           | -           | 24     | 1      |        |
| 2024-2025       | Colonia         | 2L              | 7          | 0          | CG              | 2               | 0               | -                  | -                  | -                  | -           | -           | -           | 9      | 0      |        |
| Totale Colonia  | Totale Colonia  | Totale Colonia  | 31         | 1          |                 | 2               | 0               |                    | -                  | -                  |             | -           | -           | 33     | 1      |        |
| Totale carriera | Totale carriera | Totale carriera | 39         | 3          |                 | 2               | 0               |                    | -                  | -                  |             | -           | -           | 41     | 3      |        |

## Palmarès

### Club

#### Competizioni giovanili
- DFB-Pokal der Junioren: 1

Colonia: 2022-2023

#### Competizioni nazionali
- Campionato tedesco di seconda divisione: 1

Colonia: 2024-2025